# رئیس‌جمهور اندونزی
رئیس‌جمهور اندونزی (به اندونزیایی Presiden Republik Indonesia) رئیس کشور و رئیس حکومت جمهوری اندونزی است. رئیس‌جمهور قوه مجریه حکومت اندونزی را اداره می‌کند و فرمانده کل قوا نیروهای ملی مسلح اندونزی است. در سال ۲۰۱۴، جوکو ویدودو هفتمین رئیس‌جمهور اندونزی شد. دوره ریاست جمهوری ۵ سال است و این پست در ۱۸ اوت ۱۹۴۵ به وجود آمد. رئیس جهور با رأی مستقیم مردم انتخاب می‌شود.